# La Neuvaine
Pour les articles homonymes, voir Neuvaine (homonymie).
Série
Contre toute espérance
(2007)
Pour plus de détails, voir Fiche technique et Distribution.
La Neuvaine est un film québécois réalisé par Bernard Émond, sorti en 2005. Il s'agit du premier volet d'une trilogie illustrant les vertus théologales (la Foi, l'Espérance et la Charité), dont le second opus est Contre toute espérance et le troisième La Donation.

## Synopsis
Jeanne, médecin, est au bord du suicide. Elle se croit responsable de la mort d'une patiente et de son bébé. Dévastée, Jeanne quitte Montréal et roule toute la nuit jusqu'au sanctuaire de Sainte-Anne-de-Beaupré un peu à l'Est de la ville de Québec. Elle tente de se jeter dans le fleuve, mais François, un jeune chrétien venu faire une neuvaine pour sa grand-mère malade, l'en dissuade. François amène Jeanne auprès de sa grand-mère pour qu'elle la soigne. En vain, la vieille femme meurt dans les bras de son petit fils. Cette mort sereine et la rencontre avec François font que Jeanne retrouve le goût de vivre.

## Fiche technique
- Titre : La Neuvaine
- Réalisateur : Bernard Émond
- Scénariste : Bernard Émond
- Directeur de la photographie : Jean-Claude Labrecque
- Montage : Louise Côté
- Costumes : Sophie Lefebvre
- Décors : Gaudeline Sauriol
- Son : Marcel Chouinard, Hugo Brochu, Martin Allard et Luc Boudrias
- Musique : Robert Marcel Lepage
- Productrice : Bernadette Payeur
- Société de production : Association coopérative de productions audio-visuelles (ACPAV)
- Format : Dolby digital
- Distributeur : K-Films Amérique
- Pays : Canada
- Genre : Drame
- Dates de sorties :
  - août 2005 lors du Festival du film de Locarno (Suisse)
  - 26 août 2005 (Québec)
  - 11 septembre 2005 lors du Festival international du film de Toronto (Canada)

## Distribution
- Élise Guilbault : Jeanne
- Patrick Drolet : François
- Lise Castonguay : Thérèse
- Pierre Collin : le prêtre confident
- Benoît Dagenais : Docteur Langlais
- Stéphane Demers : Mari de Lise
- Muriel Dutil : Mère de Jeanne
- Denise Gagnon : Grand-mère
- Éveline Gélinas : Jeune mère qui témoigne
- Paul Hébert : le prêtre qui bénit
- Bonfield Marcoux : le prêtre qui donne l'onction des malades
- Isabelle Roy : Lise
- Paul Savoie : Mari de Jeanne

## Réception

### Accueil de la critique
Le film obtient la cote de 3 pour «très bon». 

### Prix et distinctions
- Élise Guilbault reçoit le prix Jutra de 2006 pour meilleure actrice.
- Patrick Drolet reçoit le Léopard de bronze du meilleur interprète masculin au Festival de Locarno 2005.
- En novembre 2010, l'Association québécoise des critiques de cinéma accorde à La Neuvaine le prix du meilleur film québécois de la décennie[2],[3].